# Grzyby podziemne

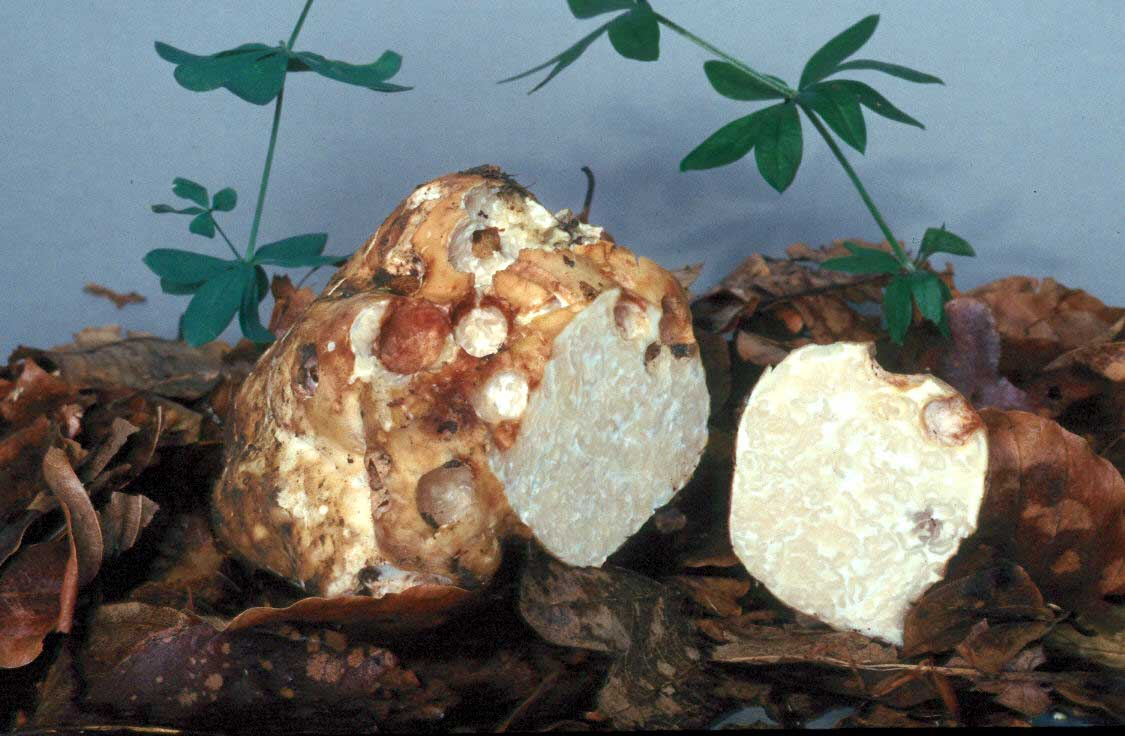
Piestrak jadalny

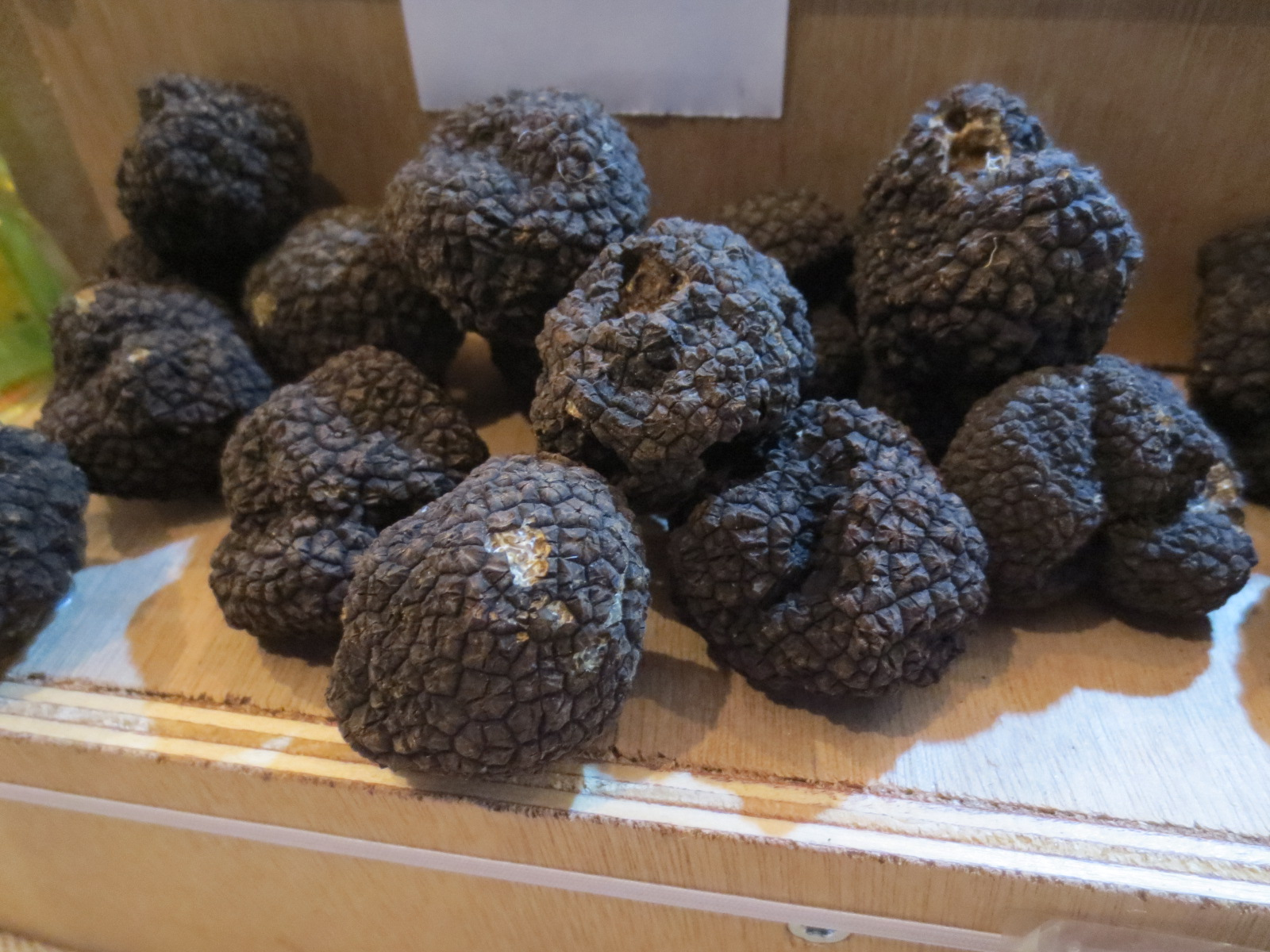
Trufle wystawione na sprzedaż

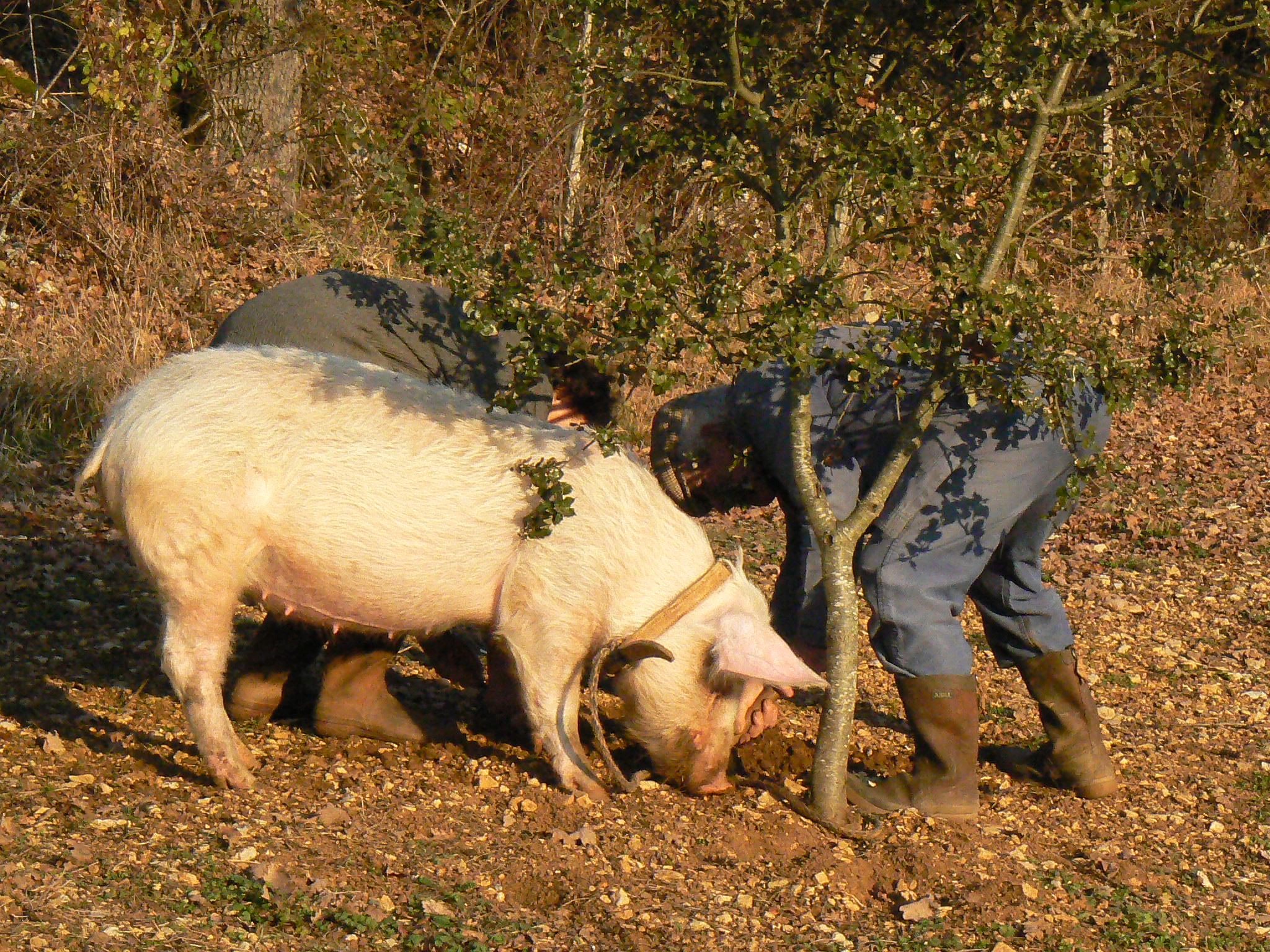
Poszukiwanie trufli przy pomocy świni

Grzyby podziemne lub hypogeiczne (łac. hypogaeus) – grzyby, których owocniki rozwijają się pod powierzchnią ziemi. Zazwyczaj tworzą owocniki kuliste lub bulwiaste.

## Charakterystyka
Jest to sztuczna grupa niespokrewnionych z sobą gatunków grzybów. Występujące w Polsce grzyby podziemne należą do czterech typów: workowce Ascomycota, podstawczaki Basidiomycota, Mucoromycota (dawniej włączanych do sprzężniaków Zygomycota) i grzyby kłębiakowe Glomeromycota. Najczęściej występują przedstawiciele rodzajów Balsamia, Genea, Elaphomyces (jeleniak), Hydnotrya (truflica), Tuber (trufla), Choiromyces (piestrak) i Rhizopogon (piestrówka).
Istnieje grupa grzybów półpodziemnych (hemihypogeicznych), których owocniki zaczynają się rozwijać pod ziemią, ale w trakcie dojrzewania wysuwają się ponad powierzchnię ziemi. Są to np. gatunki należące do rodzajów Scleroderma (tęgoskór), czy Disciseda (przewrotka).
U grzybów workowych podziemne owocniki powstały na dwa różne sposoby:
- jako owocniki zamknięte typu klejstotecjum, np. w rzędzie kropidlakowców Eurotiales,
- przez stopniowe przekształcanie się otwartych owocników naziemnych (apotecjów). Ten proces występował częściej i polegał na stopniowym fałdowaniu hymenium doprowadzającym w końcu do całkowitego jego zamknięcia. Tak powstały np. owocniki z rodzaju Tuber (trufla)[4].

U grzybów podstawkowych proces tworzenia owocników podziemnych przebiegał różnie w różnych ich grupach i niezależnie od siebie. Owocniki grzybów kapeluszowych w początkowych etapach rozwoju są kuliste. W trakcie rozwoju następuje rozprostowywanie ich kapelusza. Niektóre gatunki jednak w procesie ewolucji stopniowo traciły zdolność do rozprostowywania się kapelusza, a równocześnie z tym następowało fałdowanie hymenium i redukcja trzonu. Tak powstały np. grzyby z rodzajów Chamonixia (borowiczka) czy Octaviania (podziemka). Inny był mechanizm powstawania owocników podziemnych u grzybów krzaczkowatych, np. w rodzaju Gautieria (wnętrznica).
Prawdopodobnie główną przyczyną tworzenia owocników podziemnych był niedobór wody. U grzybów rosnących w suchych siedliskach następowało wysychanie hymenium. W suchych siedliskach większe szanse przetrwania miały grzyby wytwarzające swoje owocniki pod ziemią, gdyż jest tam większa wilgotność, bardziej stabilne warunki, a zamknięcie hymenium wewnątrz osłony (perydium) dodatkowo sprzyja jego przetrwaniu.

## Znaczenie
Charakterystyczną cechą grzybów podziemnych jest silne powiązanie różnego rodzaju zależnościami z innymi organizmami: mikroorganizmami, roślinami i zwierzętami. Jest kilka form tego współżycia:
- Mykoryza. Jest to współżycie korzystne zarówno dla grzybów, jak i współżyjących z nimi roślin. Wiele gatunków grzybów podziemnych tworzy mikoryzę z różnymi gatunkami drzew i krzewów leśnych. Na przykład trufla letnia Tuber aestivum tworzy mikoryzę z licznymi gatunkami drzew, zarówno liściastych (buk, dąb, grab, lipa), jak i iglastych (sosna, modrzew). Piestrówka różowawa Rhizopogon roseolus mykoryzuje z sosną, a Glomus macrocarpum z klonem[2]. Większość gatunków grzybów podziemnych to grzyby mykoryzowe[4].
- Owocniki grzybów podziemnych są siedliskiem dla wielu mikroorganizmów; drożdży, bakterii i innych grzybów, zwłaszcza mikroskopijnych. Zasiedlając owocniki wpływają na ich rozwój i wydzielany przez nie zapach[2].
- Problemem grzybów podziemnych jest rozsiewanie zarodników. W tym celu wytwarzają intensywny zapach, który wabi zwierzęta. Wygrzebują one owocniki spod ziemi, a zjadając je roznoszą i rozsiewają ich zarodniki[2]. Grzyby podziemne są pokarmem dla wielu mykofagów. Są nimi: owady (muchówki, chrząszcze, gąsienice motyli), drobne stawonogi, mięczaki, gady, ptaki (np. australijskie emu) i ssaki: torbacze, dziki, jelenie, łosie, ryjówki i przede wszystkim gryzonie należące do rodzin myszowatych, chomikowatych i wiewiórkowatych[4].
- Owocniki grzybów podziemnych są schronieniem i pokarmem dla wielu gatunków owadów. Na przykład taką rolę spełnia trufla letnia dla Suillia gigantea, a Leiodes oblonga dla chrząszcza  Bolbelasmus unicornis[2].

Niektóre gatunki grzybów podziemnych są grzybami jadalnymi. W Polsce są to m.in. trufla letnia, trufla wielkozarodnikowa Tuber macrosporum i piestrak jadalny Choiromyces maeandriformis. Szczególnie cenione są niektóre gatunki trufli. Ze względu na trudność odszukania i wyjątkowy aromat, w niektórych krajach osiągają one bardzo wysokie ceny. Są to najdroższe grzyby świata. Do ich odszukania używa się obecnie specjalnie tresowanych psów.